# 蒙古裔澳洲人
蒙古裔澳洲人，是指祖先是蒙古人的澳洲人，人數約151人，他們多數是20世紀90年代蒙古人民共和國開始終止一黨專政開始民主化後以學生身份來到。
在2011年，一個蒙古社群在悉尼擧行一次那達慕，同時邀請當地哈扎拉人社群參與。